# Bororo
Bororo – bardzo nieliczna (ok. 1 tys. osób) grupa Indian, żyjąca w górnym biegu rzeki Paragwaj i jej dopływów (głównie rejon Mato Grosso w Brazylii), mówią językiem bororo. Stosując system żarowy, uprawiają maniok i kukurydzę. Charakterystyczny dla nich jest podział pracy, w ramach którego mężczyźni obrabiają ziemię i polują, kobiety natomiast obsiewają pola i zbierają plony.